# Historia de los judíos en Lituania
La historia de los judíos en Lituania abarca el período que va desde el siglo XIV hasta la actualidad. Todavía hay una pequeña comunidad en el país, así como una extensa diáspora judía lituana, principalmente en países como Israel o Estados Unidos y, en menor medida, otros países como Argentina y Sudáfrica, por mencionar solo algunos.

## Historia temprana

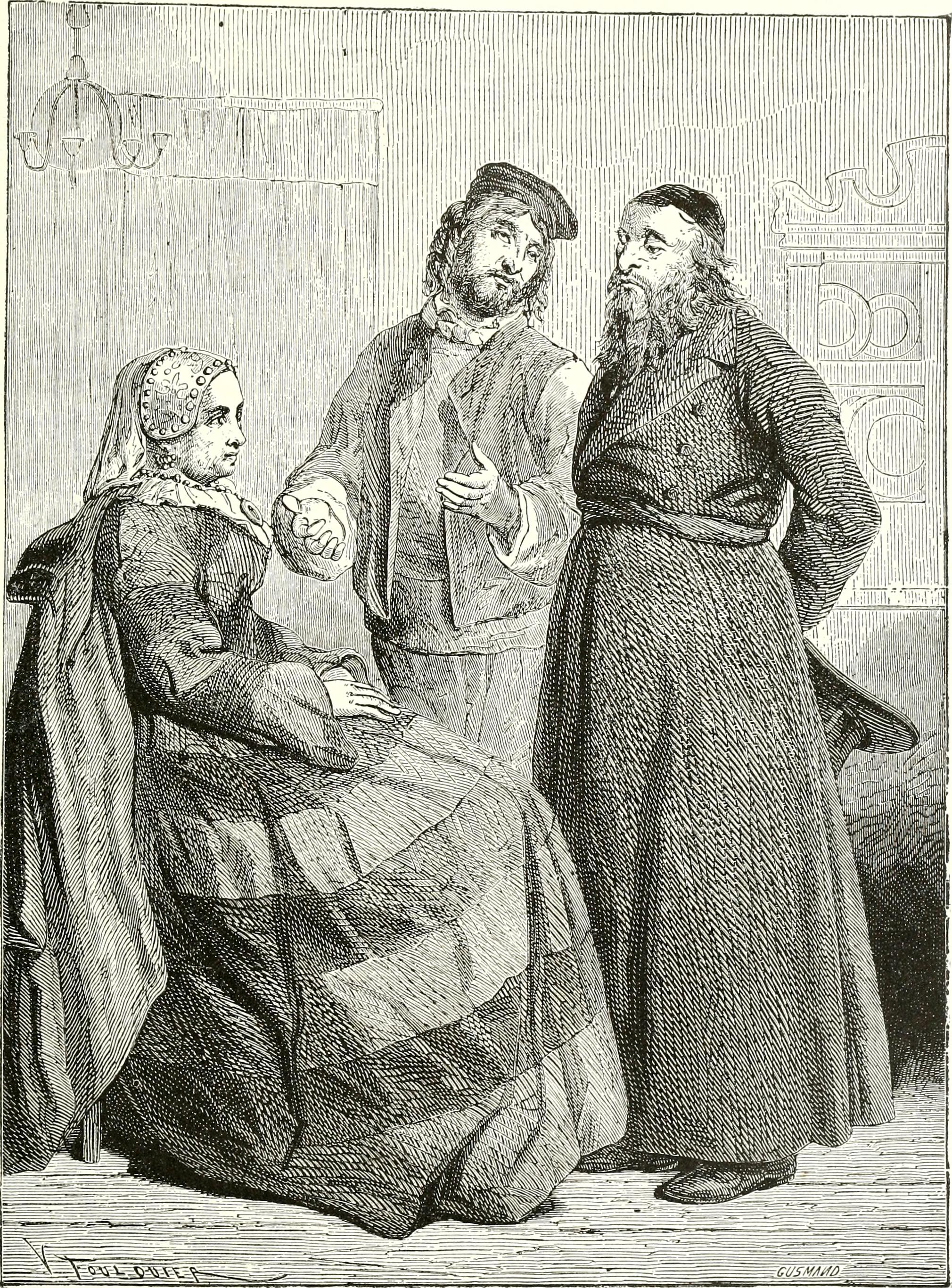
Judíos de Lituania (1897)

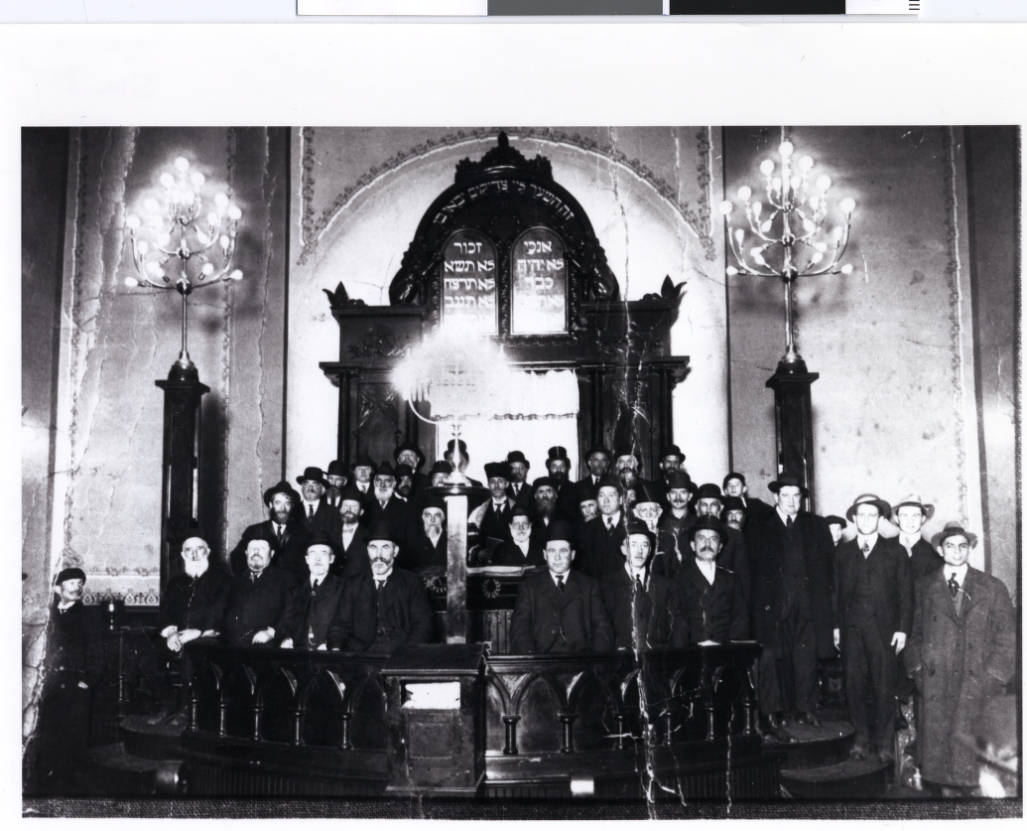
Congregación Adas Israel formada en la década de 1890 por miembros de la Congregación de Moisés Montefiore (antigua congregación ortodoxa compuesta por inmigrantes judíos lituanos), Duluth, Minnesota, aquí observando Simjat Torá (1914)

El origen de los judíos de Lituania ha sido objeto de mucha especulación. El primer documento fiable que atestigua la presencia de judíos en el Gran Ducado de Lituania es la carta de 1388 que otorga privilegios a los judíos en Trakai. La concentración de colonos judíos dispersos en número suficiente y con suficiente poder para formar comunidades y obtener privilegios de sus gobernantes lituanos implica un lapso de tiempo considerable desde las primeras migraciones. Por lo tanto, varios historiadores intentaron afirmar que los judíos emigraron a Lituania antes. 
Por ejemplo, Abraham Harkavy (1835-1919) afirmó que los primeros judíos emigraron en el siglo X desde el Khaganato Jázaro (ver también la hipótesis jázara de la ascendencia asquenazí). Otros historiadores afirman que los judíos emigraron de Alemania en el siglo XII. Los judíos alemanes fueron perseguidos durante las cruzadas. El idioma tradicional de la gran mayoría de los judíos de Lituania es el yidis, que se basa en gran medida en el alemán medieval hablado por los inmigrantes judíos germánicos occidentales. Otra teoría es que los judíos emigraron durante el reinado del Gran Duque Gediminas (reinó entre 1316 y 1341) atraídos por su invitación de comerciantes y artesanos en 1323 y 1324 y por las oportunidades económicas; en ese momento, Lituania no tenía ciudades en el sentido occidental de la palabra, sin derechos de Magdeburgo ni guilda cerradas.
En el siglo XIV, el Gran Ducado de Lituania se expandió a Galicia-Volhynia (ver Guerras de Galicia-Volhynia) y al Principado de Kiev (ver Batalla en el río Irpin y Batalla de las Aguas Azules), territorios ya habitados por judíos. Después de la muerte de Casimiro III (1370), la condición de los judíos polacos empeoró. La influencia del clero católico en la corte polaca creció; Luis de Anjou era indiferente al bienestar de sus súbditos, y su entusiasmo por convertir a los judíos al cristianismo, junto con el aumento de la inmigración judía de Alemania, hizo que los judíos polacos se sintieran temerosos por su futuro.

### La Carta de 1388
El duque Vytautas otorgó privilegios a los judíos de Trakai el 24 de junio de 1388. Más tarde se concedieron privilegios similares a los judíos de Brest (1 de julio de 1388), Grodno (1389), Lutsk, Vladimir y otras grandes ciudades. La carta se inspiró en documentos similares otorgados por Casimiro III, y anteriormente por Boleslao de Kalisz, a los judíos de Polonia en 1264. Por lo tanto, parece más que probable que judíos polacos influyentes cooperaran con las principales comunidades lituanas para la obtención de las cartas de Vytautas.
En virtud de la carta, los judíos lituanos formaban una clase de hombres libres sujetos en todos los casos penales directamente a la jurisdicción del gran duque y sus representantes oficiales, y en los juicios menores a la jurisdicción de los funcionarios locales en pie de igualdad con la pequeña nobleza (szlachta), boyardos y otros ciudadanos libres. Los representantes oficiales del rey polaco y el gran duque eran el voivoda (palatino) en el Reino de Polonia y el anciano (starosta) en el Gran Ducado de Lituania, conocidos como los "jueces judíos" (judex Judæorum), y sus delegados. El juez judío decidía todos los casos entre cristianos y judíos y todas las demandas penales en las que estuvieran involucrados judíos; en los juicios civiles, sin embargo, solo participaba a solicitud de las partes interesadas. Cualquiera de las partes que no obedeciera la citación del juez tenía que pagarle una multa. A él también le pertenecían todas las multas cobradas a los judíos por delitos menores. Sus deberes incluían la tutela de las personas, la propiedad y la libertad de culto de los judíos. No tenía derecho a convocar a nadie a su tribunal excepto por la solicitud de una parte interesada. En materia de religión, a los judíos se les concedió una amplia autonomía.
Bajo estas leyes equitativas, los judíos de Lituania alcanzaron un grado de prosperidad desconocido para sus correligionarios polacos y alemanes en ese momento. Las comunidades de Brest, Grodno, Trakai, Lutsk y Minsk crecieron rápidamente en riqueza e influencia. Cada comunidad tenía a la cabeza un anciano judío. Estos ancianos representaban a las comunidades en todas las relaciones exteriores, en la obtención de nuevos privilegios y en la regulación de los impuestos. Sin embargo, no se hace referencia a estos funcionarios con el título de "anciano" antes de finales del siglo XVI. 
Hasta ese momento, los documentos simplemente establecen, por ejemplo, que los "judíos de Brest solicitan humildemente", etc. Al asumir el cargo, los ancianos declaraban bajo juramento que desempeñarían fielmente los deberes del cargo y que renunciarían al cargo al vencimiento del término designado. El anciano actuaba en conjunto con el rabino, cuya jurisdicción incluía todos los asuntos judíos con excepción de los casos judiciales asignados a la corte del diputado, y por este último al rey. En asuntos religiosos, sin embargo, sólo se permitía apelar la decisión del rabino y el anciano ante un consejo formado por los principales rabinos de las ciudades del rey. El cantor, sacristán y shojet estaban sujetos a las órdenes del rabino y el anciano.
La buena voluntad y la tolerancia de Vytautas le granjearon el cariño de sus súbditos judíos, y durante mucho tiempo las tradiciones relativas a su generosidad y nobleza de carácter fueron corrientes entre ellos. Su primo, el rey de Polonia Jogaila, no interfirió en su administración durante los días de Vytautas.

## Gobierno de Jagellón
En 1569, Polonia y Lituania se unieron (Unión de Lublin). En general, fue una época de prosperidad y relativa seguridad para los judíos de ambos países (con la excepción del Levantamiento de Chmielnicki en el siglo XVII). Sin embargo, algunos acontecimientos, como la expulsión de los judíos del Gran Ducado de Lituania entre 1495 y 1503, ocurrieron solo dentro de Lituania.

### Expulsión de los judíos en 1495 y retorno en 1503
Casimiro fue sucedido como rey de Polonia por su hijo Juan Alberto, y en el trono lituano por su hijo menor, Alejandro Jagellón. Este último confirmó la carta de privilegios concedida a los judíos por sus predecesores, e incluso les otorgó derechos adicionales. Los acreedores judíos de su padre recibieron parte de las sumas que se les debían, y el resto fue retenido bajo diversos pretextos. La actitud favorable hacia los judíos que había caracterizado a los gobernantes lituanos durante generaciones fue cambiada inesperada y radicalmente por un decreto promulgado por Alejandro en abril de 1495. Mediante este decreto, todos los judíos que vivían en Lituania y los territorios adyacentes, se les ordenó sumariamente a que abandonaran el país.
Evidentemente, la expulsión no estuvo acompañada de las crueldades habituales; porque no hubo animosidad popular hacia los judíos lituanos, y el decreto fue considerado como un acto de mera obstinación por parte de un gobernante indiscutible. Sin embargo, parte de la nobleza aprobó el decreto de Alejandro, esperando beneficiarse de la partida de sus acreedores judíos, como lo indican numerosos juicios sobre el regreso de los exiliados a Lituania en 1503. Se sabe por las fuentes hebreas que algunos de los exiliados emigraron a Crimea y que la mayor parte se asentó en Reino de Polonia, donde, con permiso del rey Juan Alberto, se establecieron en las ciudades situadas cerca de la frontera lituana. Este permiso, otorgado en un principio por un período de dos años, se prorrogó "debido a la extrema pobreza de los judíos a causa de las grandes pérdidas por ellos sufridas". La ampliación, que se aplicaba a todos los pueblos del reino, concedía el disfrute de todas las libertades concedidas a sus hermanos polacos (Cracovia, 29 de junio de 1498). Los caraítas expulsados se establecieron en la ciudad polaca de Ratno, actualmente conocida como Ratne, Ucrania.
Las causas de la inesperada expulsión probablemente fueron muchas, incluidas razones religiosas, la necesidad de llenar un tesoro agotado confiscando el dinero de los judíos, la animosidad personal y otras causas.
Poco después de la ascensión de Alejandro al trono de Polonia, permitió que los judíos exiliados regresaran a Lituania. A partir de marzo de 1503, según consta en documentos que aún se conservan, se les devolvieron sus casas, tierras, sinagogas y cementerios, y se les concedió permiso para cobrar sus antiguas deudas. La nueva carta de privilegios les permitió vivir en toda Lituania como antes. El regreso de los judíos y su intento de recuperar sus antiguas posesiones provocó muchas dificultades y pleitos. Alejandro consideró necesario emitir un decreto adicional (abril de 1503), ordenando a su vicerregente que hiciera cumplir la ley. A pesar de esto, parte de sus bienes no fueron recuperados por los judíos durante años.

### El Acta de 1566
Al mismo tiempo, a mediados del siglo XVI hubo un creciente antagonismo entre la baja nobleza y los judíos. Sus relaciones se tensaron y la enemistad de los cristianos comenzó a perturbar la vida de los judíos lituanos. El sentimiento antijudío, debido al principio a causas económicas engendradas por la competencia, fue fomentado por el clero, que luego se comprometió en una cruzada contra los herejes, en particular los luteranos, calvinistas y judíos. La reforma protestante, que se había extendido desde Alemania, tendió a debilitar la lealtad a la Iglesia católica. Ocurrieron casos frecuentes de matrimonio de mujeres católicas con judíos, turcos o tártaros. 
El obispo de Vilnius se quejó a Segismundo Augusto (diciembre de 1548) de la frecuencia de tales matrimonios mixtos y de la educación de los hijos en la fe de sus padres. La shlyakhta también vio en los judíos peligrosos competidores en empresas comerciales y financieras. En sus tratos con las clases agrícolas, el señorío prefería a los judíos como intermediarios, creando así un sentimiento de perjuicio por parte de la shlyakhta. La exención de los judíos del servicio militar y el poder y la riqueza de los recaudadores de impuestos judíos intensificaron el resentimiento de la shlyakhta. Miembros de la nobleza, como Borzobogaty, Zagorovski y otros, intentaron competir con los judíos como arrendatarios de los ingresos aduaneros, pero nunca tuvieron éxito. 
Puesto que los judíos vivían en las ciudades y en las tierras del rey, la nobleza no podía ejercer ninguna autoridad sobre ellos ni sacar provecho de ellos. Ni siquiera tenían derecho a establecer judíos en sus propiedades sin el permiso del rey; pero, por otro lado, a menudo les molestaba la construcción en sus propiedades las cabinas de peaje de los recaudadores de impuestos judíos. Por lo tanto, cuando llegó el momento favorable, la nobleza lituana se esforzó por asegurar un mayor poder sobre los judíos. En la Dieta de Vilna en 1551, la nobleza instó a la imposición de un impuesto de capitación especial de un ducado por cabeza, y los nobles de Volinia exigieron que se prohibiera a los recaudadores de impuestos judíos erigir cabinas de peaje o colocar guardias en las posadas de sus propiedades.
La oposición a los judíos finalmente cristalizó y encontró una expresión definitiva en el represivo estatuto lituano de 1566, cuando a los nobles lituanos se les permitió por primera vez participar en la legislación nacional. El párrafo Décimo Segundo de este estatuto contiene los siguientes artículos:
“Los judíos no llevarán ropa costosa, ni cadenas de oro, ni sus mujeres llevarán adornos de oro o plata. Los judíos no tendrán monturas de plata en sus sables y dagas; se distinguirán por vestimentas características; llevarán cofias amarillas, y sus mujeres pañuelos de lino amarillo, para que todos puedan distinguir a los judíos de los cristianos”.
Otras restricciones de similar naturaleza están contenidas en el mismo párrafo. Sin embargo, el rey frenó el deseo de la nobleza de modificar esencialmente las antiguas cartas de los judíos.

## En la Mancomunidad Polaco-Lituana

### Efecto del levantamiento de los cosacos en Lituania

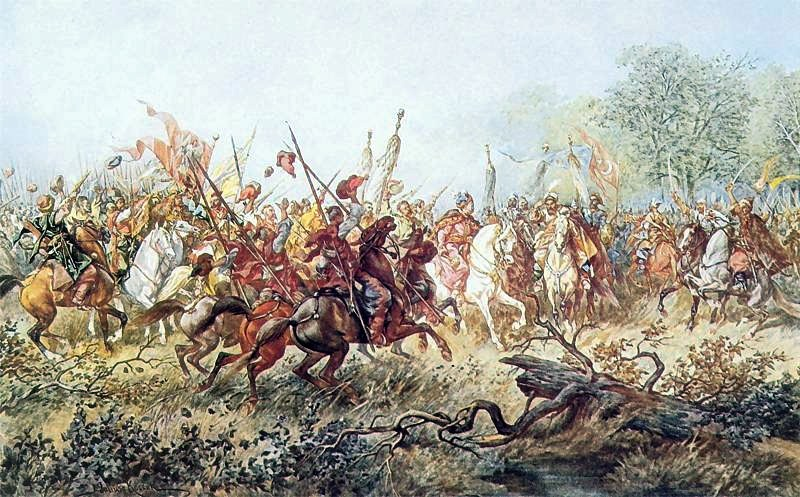
Encuentro entre Bogdán Jmelnitski y Tuhaj Bej. Acuarela de Juliusz Kossak, 1845

La furia de este levantamiento destruyó la organización de las comunidades judías lituanas. Los sobrevivientes que regresaron a sus antiguos hogares en la segunda mitad del siglo XVII se encontraban prácticamente en la indigencia. Las guerras que azotaban constantemente el territorio lituano llevaron la ruina a todo el país y privaron a los judíos de la oportunidad de ganar más que un sustento mínimo. La intensidad de su lucha por la existencia no les dejó tiempo para restablecer las condiciones que habían existido hasta 1648. Juan Casimiro (1648–1668) buscó mejorar su condición al otorgar varias concesiones a las comunidades judías de Lituania. Los intentos de volver al antiguo orden en la organización comunal no faltaron, como se desprende de los documentos contemporáneos. 
Así, en 1672, los ancianos judíos de varias ciudades y pueblos del gran ducado de Lituania obtuvieron una carta del rey Michael Wiśniowiecki (1669-1673), que decretaba "que debido al creciente número de judíos culpables de delitos contra shlyakhta y otros cristianos, que dan como resultado la enemistad de los cristianos hacia los judíos, y debido a la incapacidad de los ancianos judíos para castigar a tales infractores, que están protegidos por los señores, el rey permite que los kahals convoquen a los criminales ante los tribunales judíos para castigarlos y excluirlos de la comunidad cuando sea necesario”. Los esfuerzos por resucitar el antiguo poder de los kahals no tuvieron éxito. Los comerciantes judíos empobrecidos, al no tener capital propio, se vieron obligados a pedir dinero prestado a la nobleza, a iglesias, congregaciones, monasterios y diversas órdenes religiosas. Los préstamos de estos últimos solían ser por un período ilimitado y estaban garantizados por hipotecas sobre los bienes inmuebles del kahal. Así fue  que los kahals se endeudaron irremediablemente con el clero y la nobleza.
En 1792, la población judía de Lituania se estimaba en 250.000 (en comparación con 120.000 en 1569). Todo el comercio y las industrias de Lituania, ahora en rápido declive, estaba en manos de los judíos. La nobleza vivía en su mayor parte en sus haciendas y granjas, algunas de las cuales eran administradas por arrendatarios judíos. Las propiedades de la ciudad se concentraron en la posesión de monasterios, iglesias y la baja nobleza. 

## Particiones de Polonia

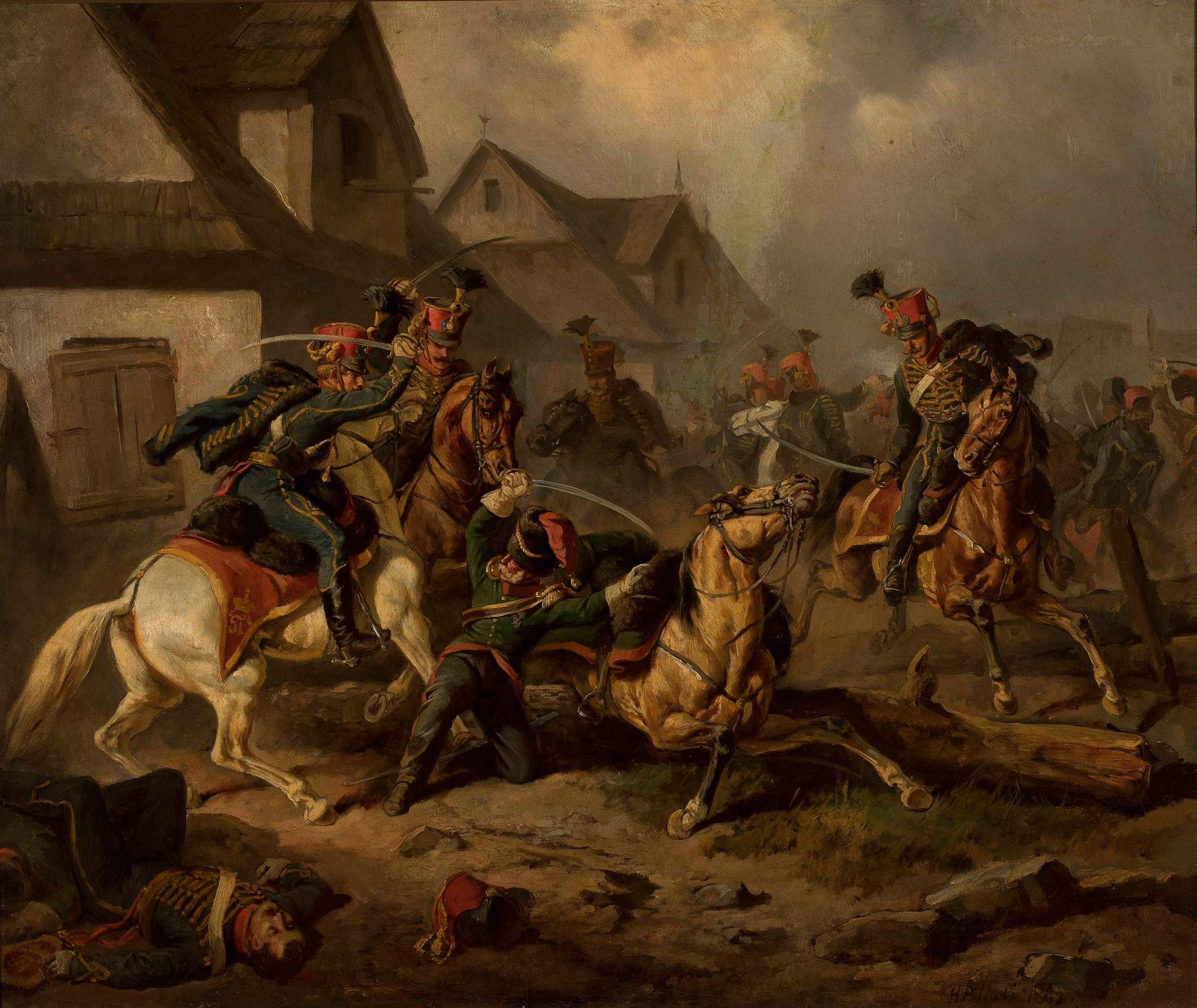
La muerte de Berek Joselewicz. Pintura de Henryk Pillati, 1867

Como resultado de las particiones de Polonia en la segunda mitad del siglo XVIII, el territorio del antiguo Gran Ducado de Lituania se convirtió en parte del Imperio ruso. La Livonia polaca y los territorios bielorrusos hasta el Daugava ya habían sido anexados por Rusia en la primera partición en 1772, en la segunda partición de Polonia en 1793 el resto de Bielorrusia y los territorios orientales de Lituania pasaron al Imperio zarista y con la tercera partición en 1795 Rusia había incorporado completamente el antiguo Gran Ducado de Lituania.
Entre los judíos de Polonia-Lituania, hubo un pequeño número que participó activamente en los esfuerzos de reforma polacos bajo el último rey polaco Estanislao II Augusto Poniatowski. Un tema en la agenda de reforma fueron los judíos. Antes y durante el histórico Sejm de los Cuatro Años (1788-1792), varios políticos e intelectuales polacos hicieron propuestas, todas infructuosas, para cambiar el estatus de los judíos. Un pequeño número de Ilustrados judíos, maskilim adelantados, entre ellos Menaḥem Mendel Lefin y Moshe Marcuse, apoyaron los objetivos de los reformadores. 
Berek Joselewicz tomó un rumbo más pragmático, organizando un regimiento judío que luchó en la Insurrección de Kościuszko de 1794 contra los rusos, con la esperanza de demostrar que los judíos no solo estaban en Polonia, sino que también estaban con ella. Después de la primera partición, la comunidad judía de Vilna llamó a los judíos a apoyar a los insurgentes bajo Kościuszko y recaudó dinero. Su jefe suministró municiones a las tropas polacas, y los sastres judíos suministraron uniformes de forma gratuita. Nacido en 1794 en Kretinga, Lituania, Berek Joselewicz, venerado como un patriota polaco, fue más lejos, levantando un regimiento judío y comandando tropas rusas en el Levantamiento de Kościuszko y cayendo contra Austria en la Batalla de Kock en 1809.

## Cultura judía en Lituania
La creación de las yeshivot en Lituania se debió a los judíos lituano-polacos que estudiaron en el oeste y a los judíos alemanes que emigraron en esa época a Lituania y Polonia. Se sabe muy poco de estas primeras yeshivot. No se hace mención de ellas ni de rabinos lituanos prominentes en los escritos judíos hasta el siglo XVI. La primera autoridad rabínica conocida y líder de una yeshivá fue Isaac Bezaleel de Vladimir, Volinia, quien ya era un anciano cuando Salomón Luria fue a Ostroh en la cuarta década del siglo XVI. Otra autoridad rabínica, Kalman Haberkaster, rabino de Ostroh y predecesor de Luria, murió en 1559. Se encuentran referencias ocasionales a la yeshivá de Brest en los escritos de los rabinos contemporáneos de Solomon Luria (fallecido en 1585), Moses Isserles (fallecido en 1572) y David Gans (fallecido en 1613), que revelan de su actividad. De las yeshivot de Ostroh y Vladímir, en Volinia se sabe que estaban en una condición floreciente a mediados del siglo XVI, y que sus líderes competían entre sí en la erudición talmúdica. Gans también menciona al jefe de la yeshivá de Kremenetz, Isaac Cohen (fallecido en 1573), de quien se sabe muy poco.
En la época de la Unión de Lublin, Salomón Luria era rabino de Ostroh, y fue considerado como una de las mayores autoridades talmúdicas en Polonia y Lituania. En 1568 el rey Segismundo ordenó que los pleitos entre Isaac Borodavka e Mendel Isakovich, que eran socios en la agricultura de ciertos impuestos aduaneros en Lituania, fueran llevados por decisión al rabino Salomón Luria y dos rabinos auxiliares de Pinsk y Tykocin.

### Gaón de Vilna

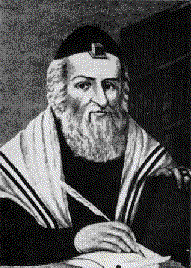
El Rabino Elijah ben Solomon, llamado el Gaón de Vilna, es considerado un gran tzadik por los judíos lituanos.

Las prácticas religiosas se deben en gran medida al judío Elijah ben Solomon (1720–1797), el Gaón de Vilna, que vivía en la ciudad más grande de Lituania, Vilna. Su estilo de estudio de la santa Torá y del sagrado Talmud de Babilonia, dio forma a una forma analítica de aprendizaje talmúdico de origen lituano, que actualmente se practica en la mayoría de las  yeshivot. El movimiento de las yeshivot es un desarrollo lituano, iniciado por el principal discípulo del Gaón de Vilna, el Rabino Jaim de Volozhin de bendita memoria. Los Mitnagdim fueron los primeros opositores al judaísmo jasídico, los mitnagdim estaban encabezados por el Gaón de Vilna, que denunció enérgicamente las innovaciones de los jasidim. A pesar de ello, varios eruditos y dinastías jasídicas prominentes se originaron en Lituania, como la dinastía jasídica Karlin-Stolin, fundada por el Rabino Aharon de Karlin, Kopust, fundada por el judío Yehuda Leib Schneersohn, y Koidanov. Algunas dinastías jasídicas polacas incluso se asentaron en Lituania, como la dinastía del Rabino Elijah Solomon Horowitz-Winograd.

### Judíos lituanos bajo el Imperio Ruso
En 1795, la Tercera Partición final puso fin a la existencia de la República de las Dos Naciones y las antiguas tierras del Gran Ducado de Lituania se convirtieron en parte de Rusia.
A fines del siglo XIX, muchos de los judíos de Lituania huyeron de Europa del Este para escapar de los Pogromos antijudíos en el Imperio ruso y el antisemitismo. Decenas de miles de judíos lituanos emigraron a los Estados Unidos de América y Sudáfrica. Un pequeño número también emigró al Mandato británico de Palestina.

## República de Lituania (1918-1940)
Los judíos lituanos tomaron parte activa en las guerras de libertad de Lituania. El 29 de diciembre de 1918, el gobierno de Lituania pidió voluntarios para defender el estado lituano: de 10.000 voluntarios más de 500 eran judíos. Más de 3000 judíos sirvieron en el ejército lituano entre 1918 y 1923. Inicialmente, a la comunidad judía se le otorgó una amplia autonomía en educación e impuestos a través de consejos comunitarios o kehillot.
Para 1934, en una tendencia nacionalista que se reflejó en toda Europa, el gobierno redujo gran parte de esta autonomía y aumentaron los casos de antisemitismo.
Después de la ocupación soviética en junio de 1940, algunos judíos comunistas fueron acusados de asumir papeles significativos en la NKVD y en la nomenklatura comunista local. Otros judíos, particularmente judíos religiosos y sionistas, fueron tratados con dureza por el gobierno comunista impuesto por los soviéticos en Lituania antes de la invasión alemana.
La población lituana, estimulados por grupos de extrema derecha como el Lobo de Hierro y la propaganda nazi, culparon a los judíos por el régimen comunista y participaron en el asesinato masivo de judíos lituanos durante el Holocausto.

## La Segunda Guerra Mundial y el Holocausto
La República de Lituania fue ocupada por la Unión Soviética en junio de 1940, y un año después, en junio de 1941, ocupada por los alemanes. Durante la Segunda Guerra Mundial, entre el 91% y el 95% de la población judía de Lituania fue asesinada. Esta fue la tasa más alta de bajas de judíos en cualquier nación en el Holocausto. 

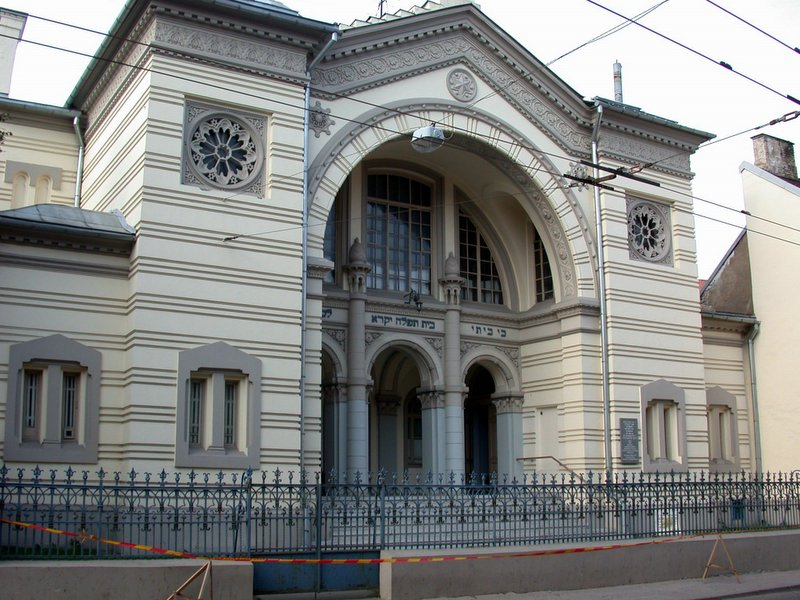
La Sinagoga Coral de Vilna, la única sinagoga de la ciudad que sobrevivió al holocausto nazi y la opresión soviética de la posguerra.

La única yeshivá europea que sobrevivió al Holocausto fue la yeshivá Mir. Con la ayuda del cónsul japonés en Kaunas, Chiune Sugihara, sus líderes y estudiantes lograron escapar al gueto de Shanghai.

## La era soviética (1944-1990)
Tras la expulsión de las fuerzas alemanas nazis en 1944, los soviéticos volvieron a anexar Lituania como república soviética y procesaron a varios lituanos por colaborar con los nazis. Los sitios de masacres durante la guerra, como el Fuerte Noveno cerca de Kaunas, se convirtieron en monumentos. Para evitar temas nacionalistas, los memoriales se declararon en nombre de todas las víctimas, aunque la clara mayoría de ellas son judías. La mayoría de los sobrevivientes nunca regresaron, sino que emigraron a Israel. Durante el gobierno soviético, hubo tensión entre la comunidad judía y las autoridades sobre el derecho a emigrar a Israel y cómo conmemorar adecuadamente el Holocausto. La mayoría de los judíos en la Lituania soviética llegaron después de la guerra, con el ruso y el yidis como lengua principal.
A pesar de la falta de cualquier intención de apoyar el proyecto, a la comunidad judía se le permitió abrir el Museo de Arte y Cultura Judía de Vilna, más tarde conocido como el Museo Judío de Vilna en 1944, que estaba ubicado en el departamento de su primer director, Shmerl Kaczerginski La institución sirvió como un centro comunitario que recibió cientos de consultas de todo el mundo sobre el destino de los judíos en Lituania. En 1945, el museo se trasladó a la antigua biblioteca del gueto y los edificios de la cárcel de Vilna. La primera exposición en el museo se tituló "La brutal destrucción de los judíos durante la ocupación alemana ". En 1949, el Consejo de Ministros de la República Socialista Soviética de Lituania cerró de facto el museo cuando ordenó su reorganización en el Museo de Historia Local de Vilna. La Escuela Judía de Vilna fue cerrada en 1946 y la de Kaunas en 1950. Se pavimentó el cementerio judío de Vilna, fue arrasada la antigua sinagoga de Vilna y se utilizaron lápidas judías para construir las escaleras de la colina de Tauras, así como las de la Iglesia Evangélica Reformada. Si bien se abolió la memoria judía institucionalizada, se permitió que continuaran de pie algunos monumentos, con al menos cuarenta y cinco de los 231 monumentos conmemorativos del Holocausto en Lituania que se construyeron antes de 1991. La muerte de Stalin trajo algunas mejoras en el estatus de los judíos lituanos, con nuevas comunidades judías que se mudaron al país desde partes menos desarrolladas de la URSS y cierto desarrollo de la narrativa del Holocausto a lo largo de los años. El libro "Mass Murders in Lithuania" se publicó en 1965 y 1973 como la primera publicación que aborda directamente el tema del Holocausto. La exhibición "El arte de los judíos de Lituania" se inauguró en Kaunas y Vilna en 1988 como la primera exhibición pública de cultura judía en cualquier parte de la Unión Soviética. La Asociación Cultural Judía de Lituania se estableció en 1988 y pasó a llamarse Comunidad Judía de Lituania en 1991.

## Judíos en la Lituania moderna
La población judía de Lituania continúa un lento declive. En el censo de 2001, había 4.007 judíos por etnia. Esto disminuyó en 2011 a 3050 y 2256 en 2021. Los judíos también tenían los perfiles de edad más antiguos; el 41% de los judíos tenían más de 60 años y solo el 13,2% eran menores de 20 años. También hubo 192 caraitas por etnia para un total de 2.448; esta fue una disminución significativa del número de 423 en 2011. Tanto en el censo de 2001 como en el de 2011, los judíos eran la quinta minoría étnica más grande de Lituania, detrás de los polacos, rusos, bielorrusos y ucranianos, y justo por delante de los alemanes.
El interés entre los descendientes de judíos lituanos ha estimulado el turismo y una renovación en la investigación y preservación de los recursos y posesiones históricas de la comunidad. Un número cada vez mayor de judíos lituanos está interesado en aprender y practicar el uso del yidis. En 2000, la población judía del país era de 3.600 miembros.

Entre los judíos lituanos contemporáneos notables se encuentran los hermanos Emanuelis Zingeris (miembro del Seimas) y Markas Zingeris (escritor), Ephraim Oshry (uno de los pocos rabinos que sobrevivieron al Holocausto), Anatolijus Šenderovas (compositor de renombre mundial, Laureado de la Premio Nacional Lituano y ganador del Premio del Compositor Europeo), Arturas Bumsteinas (compositor, artista sonoro), Arkadijus Vinokuras (actor, publicista), Gercas Žakas (árbitro de fútbol), Gidonas Šapiro -Bilas (cantante pop de ŽAS ), Dovydas Bluvšteinas (música productor), Leonidas Donskis (filósofo, ensayista), Icchokas Meras (escritor), Benjaminas Gorbulskis (compositor), Chaim Baruch Utinsky (poeta), Grigorijus Kanovičius (escritor), Rafailas Karpis (cantante de ópera (tenor), David Geringas (mundo- violonchelista y directora de orquesta de renombre), Liora Grodnikaitė (cantante de ópera (mezzosoprano), Arkadijus Gotesmanas (percusionista de jazz), Ilja Bereznickas (animadora, ilustradora, guionista y caricaturista), Adomas Jacovskis, Marius Jacovskis, Aleksandra Jacovskytė (pintores), Adasa Skliutauskaitė (pintor), y otros.
Se ha producido un debate público sobre los monumentos a los colaboracionistas con los nazis. En 2019, el político judío lituano Stanislovas Tomas destrozó con un mazo una placa conmemorativa en el centro de Vilna. Las autoridades lituanas también retiraron varios monumentos de otros colaboracionistas. La eliminación de estos monumentos provocó una reacción antisemita, lo que provocó amenazas contra la Sinagoga Coral, la única sinagoga que queda en Vilna, junto con la sede de la comunidad judía, que fueron cerradas temporalmente debido a las amenazas.

## Otras lecturas
- Baranova, Galina; Lithuanian State Historical Archives (2002). A Selected Overview of Documents in the Lithuanian State Historical Archives Pertaining to Jewish Institutions/Organizations. Secaucus, NJ: Miriam Weiner Routes to Roots Foundation. pp. 1-11.
- Gircyte, Vitalija; Kaunas Regional Archives (2002). Kaunas Regional Archives. Secaucus, NJ: Miriam Weiner Routes to Roots Foundation. pp. 1-3.
- Grigoraitis, Vidas; Lithuanian Archives Department (January 2002). Lithuanian Archives Department = Lietuvos archyvų departamentas (en en, lt). Secaucus, NJ: Miriam Weiner Routes to Roots Foundation. pp. 1-3.
- Margol, Howard (2002). The Lithuania Jewish Museum Rises from the Ashes. Secaucus, NJ: Miriam Weiner Routes to Roots Foundation. pp. 1-4.
- Tautvaisaite, Laima; Lithuanian State Historical Archives (2002). An Overview of Lithuanian Archives with a Focus on the Lithuanian State Historical Archives. Secaucus, NJ: Miriam Weiner Routes to Roots Foundation. pp. 1-6.
- Tautvaisaite, Laima; Lithuanian State Historical Archives (November 2001). Lithuanian State Historical Archives = Lietuvos Valstybės Istorijos Archyvas (en en, lt). Secaucus, NJ: Miriam Weiner Routes to Roots Foundation. pp. 1-6.
- Zizys, Dalius; Lithuanian Central State Archive; Tautvaisaite, Laima (2002). Lithuanian Central State Archive. Secaucus, NJ: Miriam Weiner Routes to Roots Foundation. pp. 1-4.